# Jessica Paré

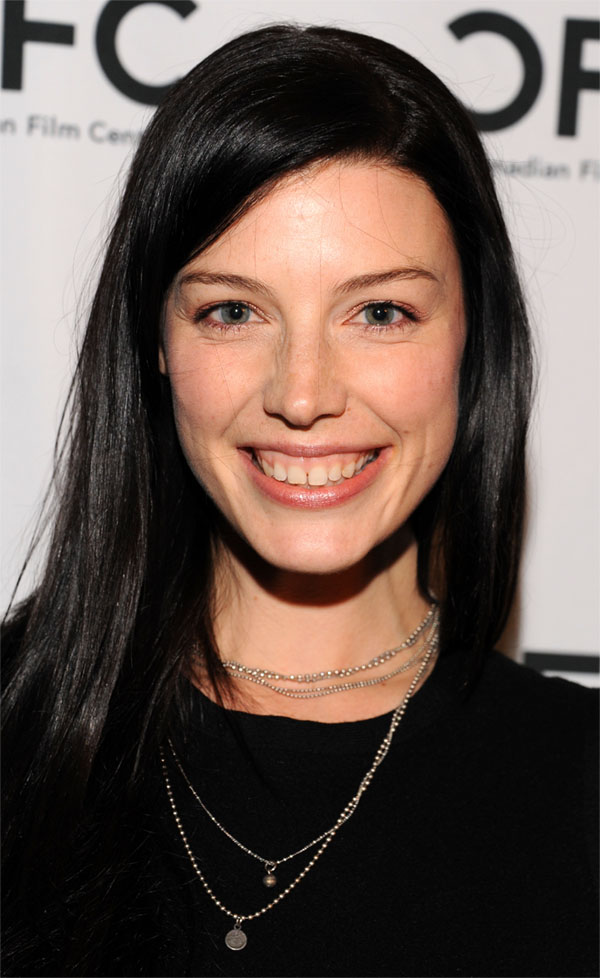
Jessica Paré (2012)

Jessica Paré (* 5. Dezember 1980 in Montreal, Québec) ist eine kanadische Schauspielerin. Seit Ende der 1990er Jahre hat sie in über 20 überwiegend englischsprachigen Film- und Fernsehproduktionen mitgewirkt, sowohl in Dramen als auch in Komödien. Bekanntheit erlangte sie unter anderem durch Hauptrollen in den kanadischen Spielfilmen Stardom (2000) und Lost and Delirious (2001) sowie durch ihre wiederkehrende Rolle der Megan Draper in der US-amerikanischen Fernsehserie Mad Men (2010–2015).

## Biografie

### Kindheit und Ausbildung
Jessica Paré wurde als Tochter von Anthony Paré, Professor und Leiter des Bildungsabteilung der McGill University, und Louise Mercier, einer Konferenzdolmetscherin, geboren. Sie entstammte einer anglophonen Familie aus Québec, die sich interessiert an der Schauspielerei zeigte – die Eltern waren in ihrer Jugend eine Zeit lang als Amateur-Schauspieler aufgetreten, während ein Onkel als künstlerischer Leiter des Young People’s Theatre in Toronto wirkte. Ein weiterer Onkel ist der kanadische Drehbuchautor Paul Pare. Zum ersten Mal mit der Schauspielerei in Berührung kam Paré im Alter von zwölf Jahren, als sie ihren Vater beim Einstudieren seines Textes für das Shakespeare-Stück Der Sturm unterstützte.
Jessica Paré wuchs zweisprachig (Englisch und Französisch) mit einem jüngeren Bruder und zwei älteren Halbbrüdern aus der ersten Ehe der Mutter im Montrealer Vorort Notre-Dame-de-Grâce auf. Ihre Eltern ließen sich scheiden, als sie zwölf Jahre alt war. Sie besuchte die Willington Grade School in Montreal, wo sie ans Ballett herangeführt wurde. Später wechselte sie auf die katholische Privatschule Villa Maria, wo sie unter anderem in den High-School-Produktionen der Theaterstücke Godspell (als Jesus) und Robin Hood (als Maid Marian) auftrat. Im Alter von 16 Jahren stellte sich Paré bei einer Modelagentur vor, wo sie eigenen Angaben zufolge als „zu dick“ abgelehnt wurde. Nach ihrem High-School-Abschluss an der Villa Maria besuchte sie das Kunstprogramm des Dawson College CEGEP, schied aber bereits nach wenigen Wochen im Herbst 1998 aus, um sich an einer Karriere als Schauspielerin zu versuchen. Unterstützt wurde sie dabei von ihrem Vater, der einen Agenten für sie fand. Eigenen Angaben zufolge hatte Paré ursprünglich geplant, sich ein Jahr lang als Schauspielerin zu versuchen und bei Nicht-Erfolg ein Studium an der McGill University zu beginnen.

### Erste Fernsehrollen und Erfolg mitStardom
Nachdem Paré bereits als Kind in einer Folge der Fernsehserie The Baby-Sitters Club (1990) aufgetreten war, erhielt sie 1999 eine kleine Rolle als Ehefrau eines Gangsters in dem Fernsehfilm Bonanno: A Godfather’s Story, der Lebensgeschichte des Mafioso Joseph Bonanno (dargestellt unter anderem von Martin Landau). Im selben Jahr absolvierte sie einen Auftritt in einer Folge der Serie Teenage Werewolf (Time and Again, 1999). Den Durchbruch als Schauspielerin ebnete Paré die Zusammenarbeit mit dem kanadischen Filmregisseur Denys Arcand. Dieser verpflichtete die damals unbekannte 18-Jährige wenige Wochen vor Drehbeginn für die Hauptrolle in seiner Mediensatire Stardom (2000). Für die 12 Mio. Kanadische Dollar teure Koproduktion mit Frankreich, die den Aufstieg einer jungen und naiven kanadischen Eishockey-Spielerin aus der Provinz zum erfolgreichen Topmodel sowie deren Niedergang nachzeichnet, hatte Arcand zuvor erfolglos mehrere Monate lang Castings in Kanada, den Vereinigten Staaten und Europa abgehalten; Paré selbst hatte ursprünglich nur für eine Statistenrolle vorgesprochen. „Sie ist es. Sie braucht nicht zu spielen. Deshalb muss ich auch nicht traurig darüber sein, dass sie keine Erfahrung hat. Sie war so nahe dran, was sie [die Filmfigur] war, dass es eine sehr einfache Entscheidung für mich war“, so Arcand.
Stardom, in weiteren Rollen mit Charles Berling, Dan Aykroyd und Frank Langella besetzt, wurde im Jahr 2000 als Abschlussfilm der 53. Internationalen Filmfestspiele von Cannes uraufgeführt und eröffnete im selben Jahr das Toronto International Film Festival. Obwohl Arcands Film nur gemischte Kritiken im Ausland erhielt, wurde Parés Leistung als Tina Menzhal gelobt, die sie vom 18. bis 28. Lebensjahr verkörperte. Als Vorbereitung auf die Rolle hatte sie unter anderem Gewicht verloren, Eislaufunterricht genommen sowie sich ein Muttermal an der Wange und ihre Zähne korrigieren lassen. Von der kanadischen Tageszeitung The Globe and Mail wurde Paré daraufhin gemeinsam mit den Schauspielkollegen Sarah Polley und Hayden Christensen zu den zukünftigen 133 Führungspersönlichkeiten Kanadas gezählt.

### Hauptrolle inLost and Deliriousund weitere Angebote
Sofort nach den Dreharbeiten mit Arcand übernahm Paré eine kleine Rolle als Touristin in der französischsprachigen kanadisch-europäischen Koproduktion En vacances (2000). Der Erfolg von Stardom ließ die junge Schauspielerin, die zu Anfang ihrer Karriere wiederholt mit der US-Amerikanerin Liv Tyler verglichen wurde, jedoch zweifeln. Nach ihrem teilweise freizügigen Auftritt in dem Arcand-Film wurden ihr zahlreiche Drehbücher für Erotikfilme angeboten. Auch schüchterte es Paré ein, bei Castings mit Kolleginnen konkurrieren zu müssen, die über eine bessere Ausbildung und mehr Erfahrung als sie verfügten. Rückblickend beschrieb sie diese Episode aber als „generelle Jungdarsteller-Unsicherheit“ und führte sie auf den fehlenden Hintergrund als Kinderdarstellerin zurück, den sie jedoch nicht bedauerte. Ebenso vermied sie es, Kanada zu verlassen und nach Los Angeles zu ziehen. Doch gerade ein überzeugendes Vorsprechen Parés war es, das ihr eine zweite Hauptrolle in Léa Pools Spielfilm Lost and Delirious (2001) einbrachte. In dem vielfach preisgekrönten Jugenddrama war sie als lesbische Internatsschülerin zu sehen, die sich aus Angst vor ihren Eltern in eine Beziehung mit einem Jungen flüchtet, woraufhin ihre Freundin (dargestellt von Piper Perabo) Selbstmord begeht. Pool lobte Parés Sensitivität und Intuition sowie die einfache Zusammenarbeit mit ihr. Die Regisseurin gab der Laiendarstellerin beim Drehen Selbstvertrauen, indem sie sie vielfach ausprobieren ließ. Ein Jahr später wurde Paré unter die 25 schönsten Menschen Kanadas gewählt.
Nach Nebenrollen als attraktive Popsängerin und Freundin eines indischen Millionärs in Deepa Mehtas Bollywood Hollywood und als Mätresse Napoleon Bonapartes in der internationalen Fernsehproduktion Napoleon (beide 2002) bekleidete Paré 2003 eine erste Hauptrolle in einem Fernsehfilm. In Jerry Ciccorittis Thriller The Death and Life of Nancy Eaton spielte sie die Titelrolle der von ihrem Freund ermordeten kanadischen Kaufhausketten-Erbin Nancy Eaton (1961–1985). Paré beschrieb die Rolle, für die sie extra Sprachunterricht erhielt, um die halb gehörlose Eaton authentisch darstellen zu können, als bis dahin anspruchsvollstes Angebot. Es folgte die Nebenrolle der schönen und reichen Verlobten von Josh Hartnett in dem auch in Montreal gedrehten US-amerikanischen Spielfilm Sehnsüchtig (2004) mit Diane Kruger und Rose Byrne in weiteren Rollen. Ebenfalls im Jahr 2004 wurde der kanadisch-italienische Fernsehmehrteiler Lives of the Saints mit Sophia Loren veröffentlicht. Paré spielte in der Literaturverfilmung nach dem gleichnamigen Roman von Nino Ricci die unehelich geborene Tochter einer italienischen Einwanderin in Kanada.

### Arbeit in den Vereinigten Staaten und Erfolg mitMad Men

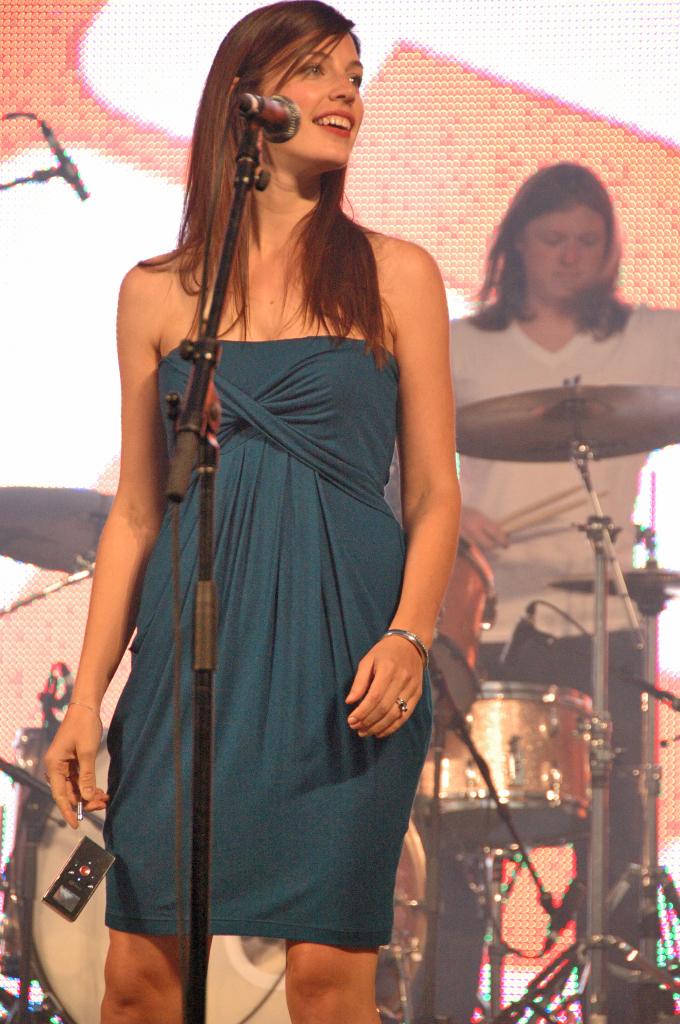
Paré auf dem Toronto International Film Festival (2009)

Im Frühjahr 2004 zog Paré nach Los Angeles, wo sie eine wiederkehrende Rolle in der kurzlebigen Fernsehserie Jack & Bobby (2004–2005) erhalten hatte. Angelehnt an das Leben der beiden Kennedy-Brüder John F. und Robert (dargestellt von Matt Long und Logan Lerman) spielte sie die Tochter eines vermögenden College-Präsidenten (John Slattery), die sich mit den Jungen anfreundet. Eigenen Angaben zufolge reizte Paré die Erfahrung, jeden Tag zu arbeiten und jede Woche mit verschiedenen Regisseuren arbeiten zu können. Gleichzeitig war ihr Selbstvertrauen gestiegen, nachdem sie für größere Rollen vorsprach und über ein breiteres Œuvre verfügte. „Ich fühle eindeutig, dass ich weiß, was ich tue. Ich fühle mich, als ob ich in diese Welt gehören würde … Es nimmt den Druck“, so Paré in einem Interview im Herbst 2004. Zur selben Zeit veröffentlichte der kanadische Musiker Bryan Adams 30 Schwarz-weiß-Fotoporträts bekannter Kanadier, auf denen neben der Sängerin Avril Lavigne und dem Eiskunstlauf-Paar Jamie Salé und David Pelletier auch Paré zu sehen war.
Parés erstes Jahr in Kalifornien verlief problematisch, da sie neun Monate lang keine unbeschränkte Aufenthalts- und Arbeitsbewilligung für die Vereinigten Staaten (Green Card) erhielt und auch in Kanada aufgrund von Reisebestimmungen keiner Arbeit nachgehen konnte. In dieser Zeit liebäugelte sie damit, eine Kochschule zu besuchen und die Schauspielerei aufzugeben. Es folgten kleine Rollen in den kanadischen Spielfilmkomödien The Trotsky (2009) von Jacob Tierney und Peepers von Seth W. Owen sowie ein freizügiger Auftritt in der US-amerikanischen Zeitreise-Komödie Hot Tub – Der Whirlpool … ist ’ne verdammte Zeitmaschine (beide 2010). Rob Stefaniuks kanadischer Spielfilm Suck – Bis(s) zum Erfolg (2009), in dem Paré eine Hauptrolle erhielt, blieb nach seiner Uraufführung auf dem Toronto International Film Festival eine reguläre Kinoauswertung verwehrt. In der Horror-Musikkomödie spielte sie die Bassistin einer Band, bei der sich erst Erfolg einstellt, nachdem sie in einen attraktiven Vampir verwandelt wurde. Für die Dreharbeiten zu dem Film, in dem auch bekannte Musiker wie Alice Cooper, Iggy Pop und Moby Rollen übernahmen, hatte Paré extra das Gitarrespielen erlernt.
Einem breiten US-amerikanischen Fernsehpublikum wurde Paré ab 2010 durch die preisgekrönte Fernsehserie Mad Men bekannt, die im New York der 1960er Jahre in einer Werbeagentur spielt. Sie hatte ursprünglich erfolglos für einen kurzen Gastauftritt in der vierten Staffel als nächtliche Liebesbekanntschaft des Serienhelden Don Draper (dargestellt von Jon Hamm) vorgesprochen, erhielt dann aber die wiederkehrende Rolle der attraktiven und verständnisvollen Rezeptionistin Megan Calvet, die zum Ende der Staffel zur persönlichen Sekretärin und – auch für Paré überraschend – zur zweiten Ehefrau Drapers aufsteigt. Serien-Entwickler Matthew Weiner fühlte sich durch Paré an eine französische Schauspielerin der 1960er Jahre aus einem seiner Lieblingsfilme (Claude Chabrols Die Unbefriedigten, 1959) erinnert und ließ die franko-kanadische Herkunft der Schauspielerin in die Rolle miteinfließen, wobei er den Namen Calvet einem Bed-and-Breakfast-Hotel in Montreal entnahm, das er selbst besucht hatte (La Maison Pierre du Calvet). Als Akzent für die Figur wählte Paré ein eher Pariser Französisch als Quebecer Französisch. „Ich benutze den Akzent, den die meisten Menschen verstehen“, so Paré, für die die Arbeitsweise von Weiner eigenen Angaben zufolge auch neu war: „Ich bin es gewöhnt, einen vollständigen Figurenbogen zu haben. […] Es ist wirklich hart, nicht zu wissen, wohin deine Figur geht. Die Herausforderung ist, nicht zu viele Entscheidungen zu treffen (für ein Figurenmotiv). Du willst nicht alle Türen zuschlagen oder irgendeine Entscheidung für Matt (Weiner) machen.“ Paré wurde 2011 gemeinsam mit dem Schauspielensemble von Mad Men für einen Screen Actors Guild Award nominiert und vom amerikanischen Branchendienst AskMen.com zu den zehn begehrenswertesten Frauen des Jahres gezählt.
Noch größere Bekanntheit erlangte Paré durch den Beginn der nachfolgenden fünften Staffel von Mad Men (2012), wo sich ihre Figur zur Hauptrolle entwickelte. In der ersten Folge (A Little Kiss) interpretierte sie in der Rolle der Megan zu einem erotisch choreographierten Tanz das französische Lied Zou Bisou Bisou, das zu Beginn der 1960er Jahre von der britischen Sängerin Gillian Hills und später von Sophia Loren auf Englisch interpretiert worden war. Mit 3,5 Mio. Zuschauern avancierte A Little Kiss zur bis dahin meistgesehenen Mad Men-Folge, während Parés Aufnahme erfolgreich auf Internet-Videoplattformen Verbreitung fand. Lions Gate bot das Stück im Internet als Download sowie in einer limitierten Schallplatten-Version an. Im Verlauf der fünften Staffel kündigt Megan ihren Arbeitsplatz in der Werbeagentur und versucht, eine Schauspielkarriere zu verfolgen.
Neben dem Erfolg von Mad Men zeigte sich Paré interessiert an der Arbeit im kanadischen Independentkino und erschien in zwei Kurzfilmen (Sorry, Rabbi und Beholder, beide 2011) sowie in einem Western (The Mountie, 2011). Sie zählt unter anderem den befreundeten Filmemacher Jacob Tierney, aber auch Denis Villeneuve, Jean-Marc Vallée, Michael Dowse, Philippe Falardeau sowie Xavier Dolan zu ihren kanadischen Lieblingsregisseuren.

### Privatleben
Jessica Paré lebt in Los Angeles. Sie heiratete 2007 den US-amerikanischen Filmproduzenten und Drehbuchautor Joseph („Joe“) M. Smith, der unter anderem ihre Filme See This Movie und Peepers mitproduzierte. 2010 trennten sich Paré und Smith, die Ehe wurde geschieden. Mehrere Jahre war sie mit dem Kameraassistenten Danny Racine liiert, den sie bei den Dreharbeiten zu ihrem Kinodebüt Stardom kennengelernt hatte. Seit 2012 ist Paré mit dem Musiker John Kastner zusammen, der eine Tochter aus der Ehe mit Nicole de Boer mit in die Beziehung brachte. Im März 2015 brachte Paré den gemeinsamen Sohn zur Welt.
Sie versuchte sich neben der Arbeit als Schauspielerin im Schreiben, bezeichnete sich selbst aber als nicht „sehr gut“ darin. Daneben ging sie unter anderem der Stickerei und dem Häkeln, der Malerei und dem Kochen nach.

## Filmografie

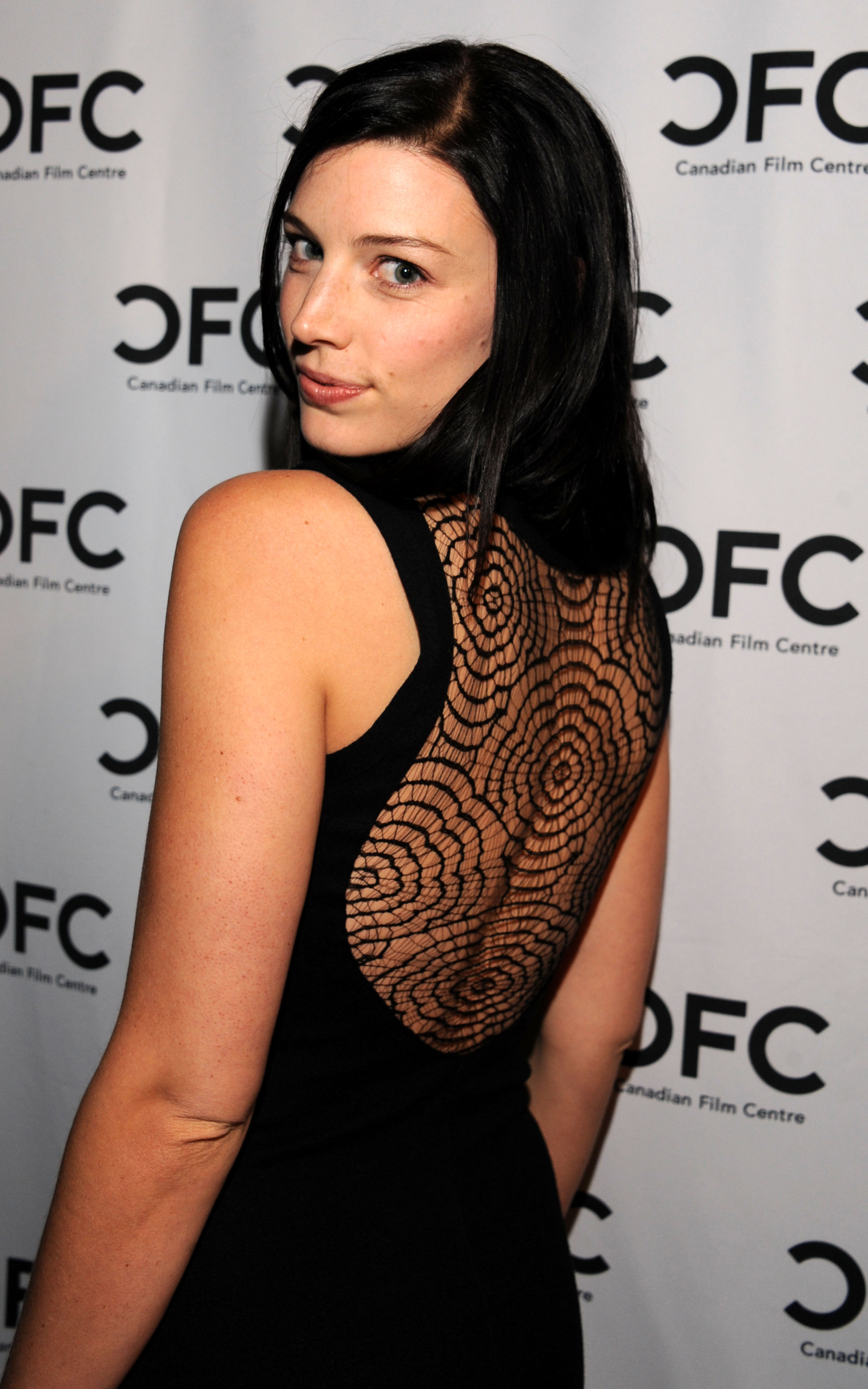
Paré im Jahr 2012

### Filme
- 1999: Bonanno: A Godfather’s Story (Fernsehfilm)
- 2000: Stardom
- 2000: En vacances
- 2000: Possible Worlds
- 2001: Lost and Delirious
- 2002: Bollywood Hollywood
- 2003: The Death and Life of Nancy Eaton (Fernsehfilm)
- 2003: Posers
- 2004: See This Movie
- 2004: Sehnsüchtig (Wicker Park)
- 2004: Lives of the Saints (Fernsehfilm)
- 2007: Protect and Serve (Fernsehfilm)
- 2009: Jusqu’à toi
- 2009: The Trotsky
- 2009: Suck – Bis(s) zum Erfolg (Suck)
- 2010: Hot Tub – Der Whirlpool … ist ’ne verdammte Zeitmaschine (Hot Tub Time Machine)
- 2010: Peepers
- 2011: Sorry, Rabbi (Kurzfilm)
- 2011: Beholder (Kurzfilm)
- 2011: The Mountie
- 2011: Way of the West
- 2014: Standby
- 2015: Brooklyn – Eine Liebe zwischen zwei Welten (Brooklyn)
- 2016: The Interestings
- 2016: Lovesick
- 2017: Another Kind of Wedding
- 2018: Pie (Kurzfilm)
- 2020: Death of a Ladies’ Man

### Fernsehserien und -mehrteiler
- 1990: The Baby-Sitters Club (Folge 1x01)
- 1999: Teenage Werewolf (Folge 1x16)
- 2002: Random Passage (Miniserie, 2 Folgen)
- 2002: Napoleon (Napoléon, Miniserie, Folge 1x02)
- 2004–2005: Jack & Bobby (21 Folgen)
- 2007: Life (Folge 1x05)
- 2010–2015: Mad Men (41 Folgen)
- 2011: Futurestates (Folge 2x01)
- 2013: Satisfaction (Folge 1x05)
- 2014: Robot Chicken (Folge 7x09, Stimme)
- 2017–2024: SEAL Team
- 2019: Star gegen die Mächte des Bösen (Star vs. the Forces of Evil, Folge 4x15, Stimme)
- 2020: Big Hero 6: The Series (Folge 2x20, Stimme)
- 2021: Atypical (Folge 4x10)